# Пиквеј (Охајо)
Пиквеј (енгл. Piqua) град је у америчкој савезној држави Охајо.

## Демографија
По попису из 2010. године број становника је 20.522, што је 216 (-1,0%) становника мање него 2000. године.
| Група             | 2000.          | 2010.          |
| Белци             | 19.445 (93,8%) | 18.785 (91,5%) |
| Афроамериканци    | 700 (3,4%)     | 684 (3,3%)     |
| Азијати           | 92 (0,4%)      | 137 (0,7%)     |
| Хиспаноамериканци | 153 (0,7%)     | 278 (1,4%)     |
| Укупно            | 20.738         | 20.522         |